# 江陵市

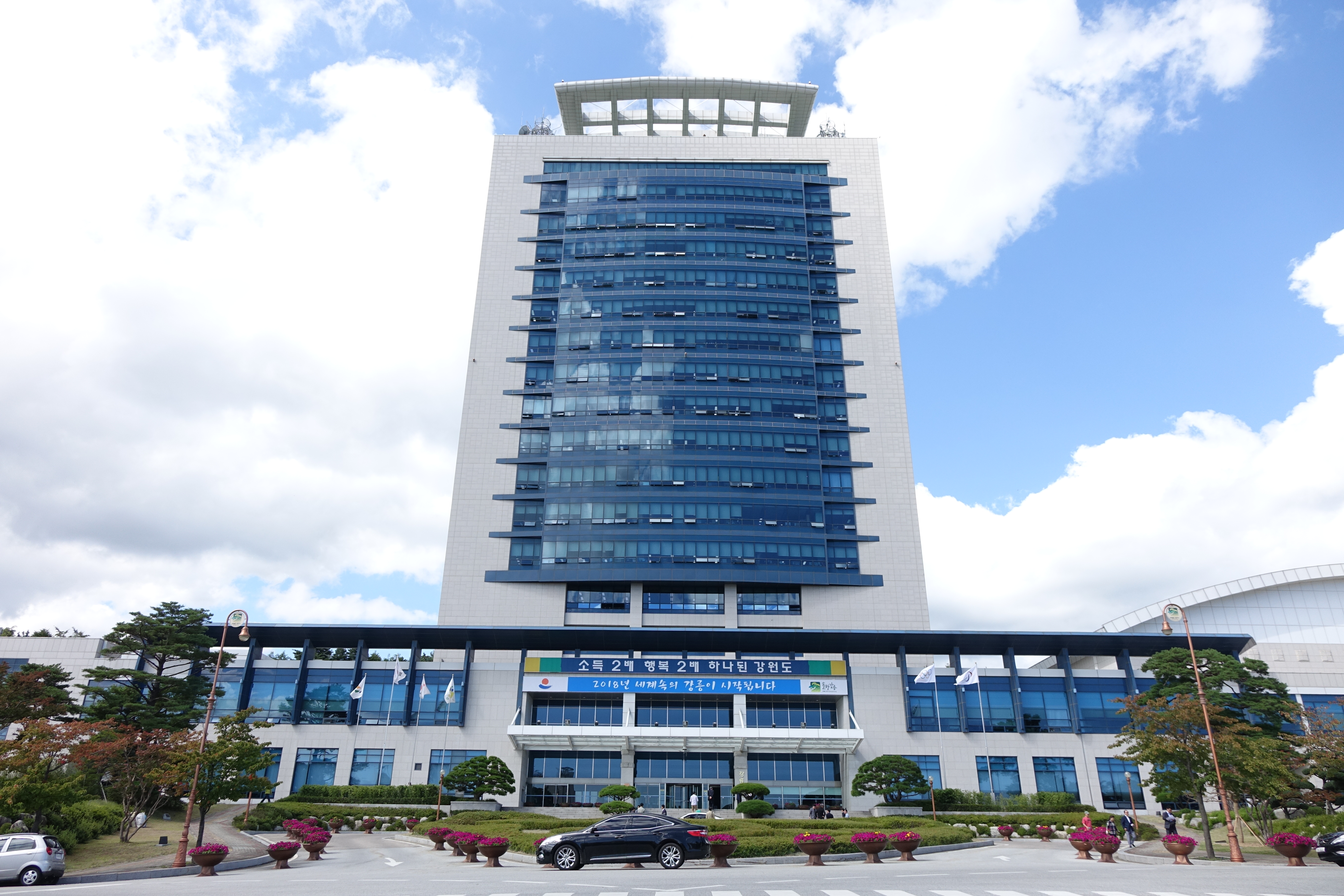
江陵市庁

江陵市（カンヌンし）は、大韓民国江原特別自治道東部の市。

## 地理
江原特別自治道の太白山脈東側の嶺東地区中部に位置する港町。東側は日本海、西側は江原特別自治道平昌郡と旌善郡、南側は東海市、北側は襄陽郡に隣接する。
鏡浦台を始め海水浴の適地が多く、夏には海水浴客で溢れる観光都市でもある。2018年開催の平昌冬季オリンピック・パラリンピックでは、各種屋内競技の会場となった。2024年江原道ユースオリンピックの開催地の一つともなっている。

## 歴史

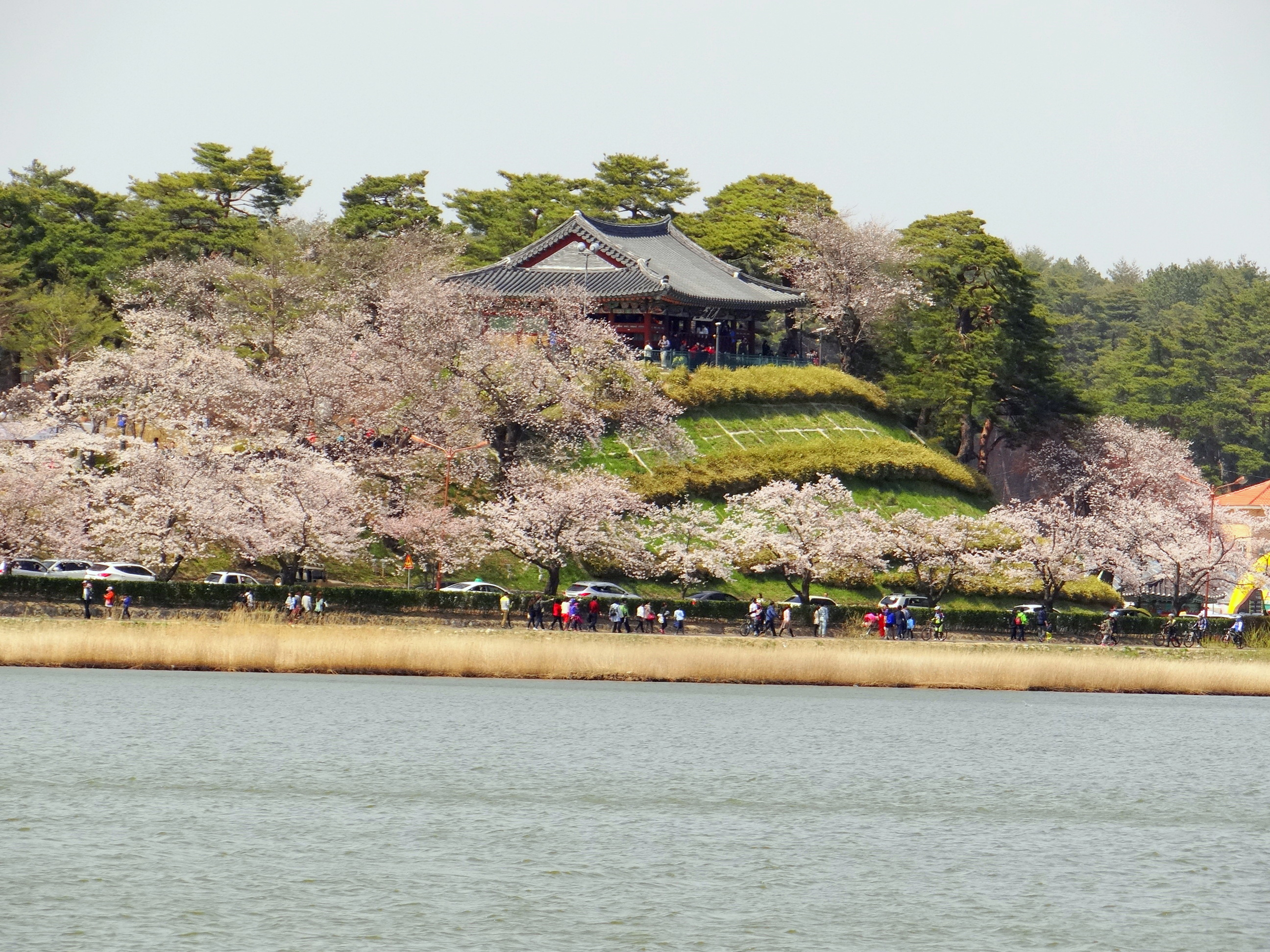
鏡浦湖に面して建つ鏡浦台

- 前108年　東暆県が置かれ、臨屯郡に属する。
- 313年 - 高句麗に占領され、何瑟羅（河西良・河西とも）となる。
- 397年 - 新羅領となる。
- 512年 - 何瑟羅軍主異斯夫、于山国（鬱陵島）征伐。
- 757年 - 河西州を溟州とし、9郡25県を置く。
- 1263年 - 江陵道に改称。
- 1395年 - 江原道になる。
- 朝鮮中期江陵大都護府。連谷県、羽渓県の2県を属させた
- 1895年 - 江陵府になる。
- 1896年 - 江原道に戻す。江陵郡発足。

### 江陵市
- 1955年9月1日 - 江陵郡江陵邑・城徳面・鏡浦面が合併して江陵市が発足。[2]
- 1995年1月1日 - 江陵市・溟州郡が合併し、改めて江陵市が発足。[3]（1邑7面）
- 1996年 - 江陵浸透事件。
- 2014年1月1日 - 旺山面が王山面に改称。（1邑7面）
- 2018年2月 - 平昌オリンピックにて、当市がアイスホッケー・フィギュアスケート・カーリングなど室内競技の会場となった。

### 溟州郡（江陵郡）
- 1906年 - 臨渓面・道岩面が旌善郡に移管。珍富面・蓬坪面・大和面が平昌郡に移管。内面が麟蹄郡に移管。
- 1914年4月1日 - 郡面併合により、江陵郡に以下の面が成立。北1里面・北2里面・南1里面が合併して郡内面になり、南2里面を城南面に改編。[4]（13面）
  - 郡内面・徳方面・城南面・資可谷面・丁洞面・沙川面・上邱井面・下邱井面・城山面・連谷面・新里面・玉渓面・望祥面
- 1916年10月1日（13面）
  - 郡内面が江陵面に改称。
  - 資可谷面が江東面に改称。
- 1917年11月1日（13面）
  - 上邱井面が旺山面に改称。
  - 下邱井面が邱井面に改称。
- 1920年11月1日（12面）
  - 徳方面および城南面の大部分をもって城徳面を設置。
  - 城南面の一部が丁洞面に編入。
- 1931年4月1日 - 江陵面が江陵邑に昇格。[5]（1邑11面）
- 1937年4月1日 - 新里面が注文津面に改称。（1邑11面）
- 1938年9月1日 - 丁洞面が鏡浦面に改称。（1邑11面）
- 1940年11月1日 - 注文津面が注文津邑に昇格。[6]（2邑10面）
- 1942年10月1日 - 望祥面が墨湖邑に昇格。[7]（3邑9面）
- 1945年9月16日 - 襄陽郡の38度線以南の区域（県南面・県北面および西面の一部）を編入。（3邑12面）
  - 西面を新西面に改称。
- 1954年11月17日 - 収復地区臨時行政措置法により、県北面・新西面を襄陽郡に返還。（3邑10面）
- 1955年9月1日（2邑8面）[2]
  - 江陵邑・城徳面・鏡浦面をもって江陵市に昇格。
  - 江陵郡の残り地域は溟州郡に改称。
- 1963年1月1日 - 県南面が襄陽郡に編入。（2邑7面）
- 1973年7月1日 - 旺山面南谷里・九切里が旌善郡北面に編入。[8]（2邑7面）
- 1980年4月1日 - 墨湖邑が三陟郡北坪邑と合併して東海市に昇格・分離。（1邑7面）
- 1983年2月15日 - 邱井面のうち彦別里が江東面に、山北里が城山面にそれぞれ編入。[9]（1邑7面）
- 1995年1月1日 - 溟州郡が江陵市と合併し、改めて江陵市が発足。溟州郡消滅。[10]

## 行政区域

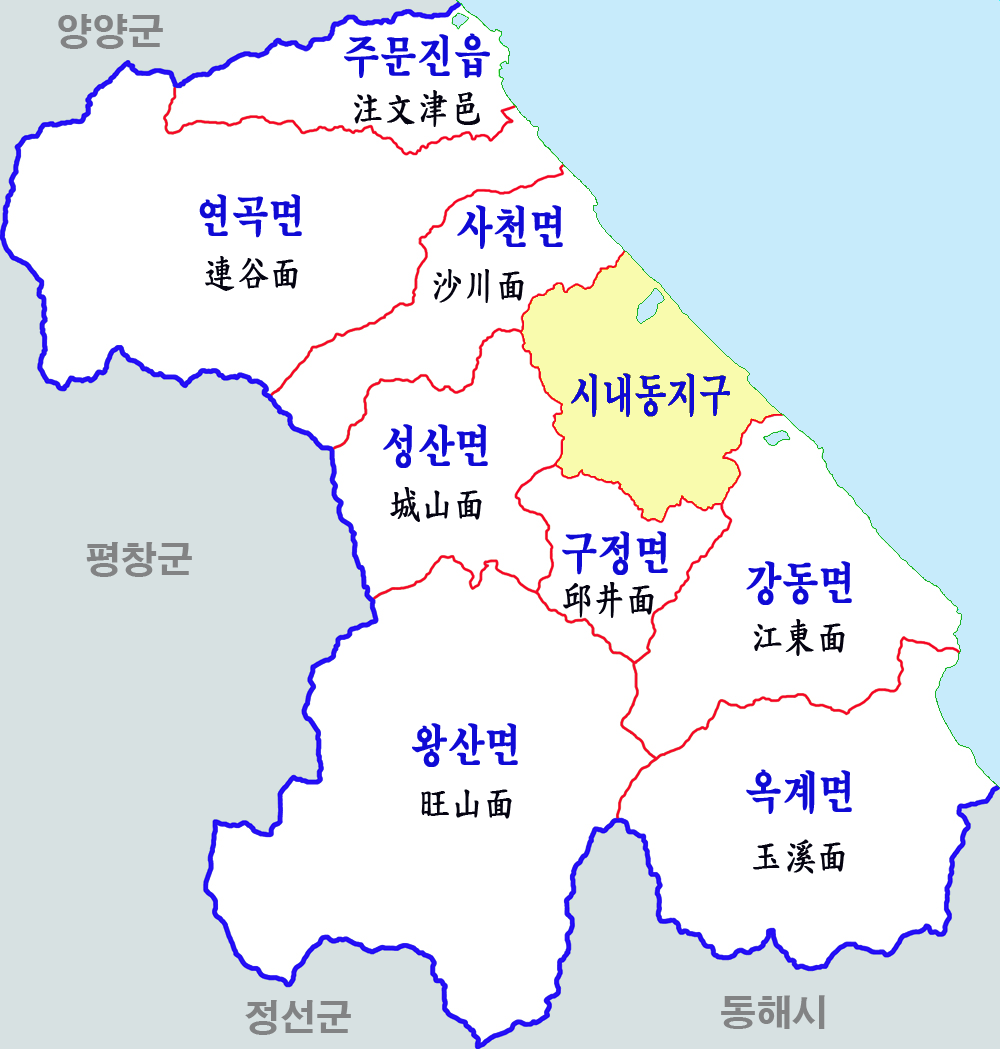
行政区域図

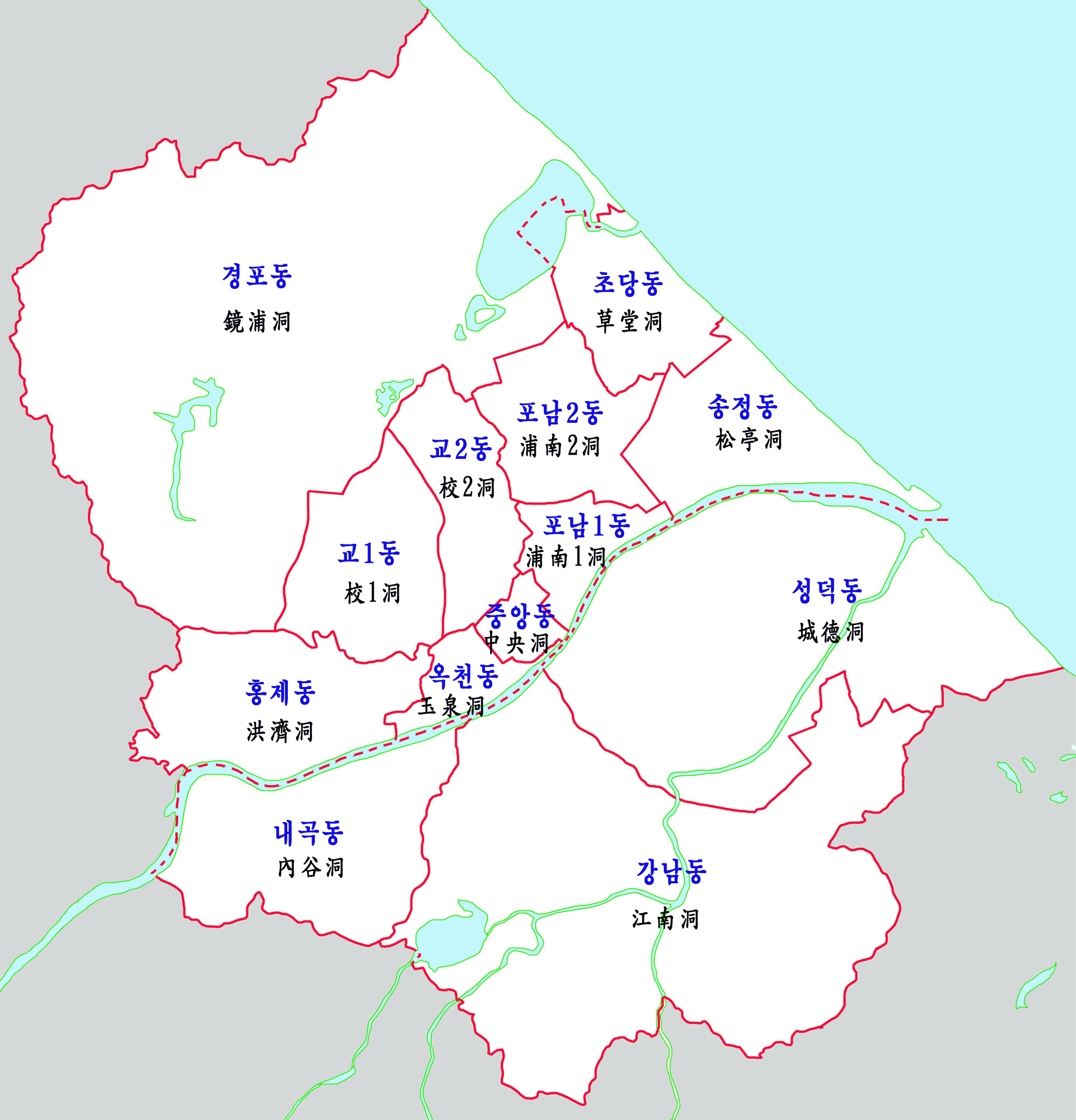
中心市街地の行政区域図

| 行政洞・邑・面 | 法定洞・法定里                                                                           |
| -------------- | ---------------------------------------------------------------------------------------- |
| 洪済洞         | 洪済洞                                                                                   |
| 中央洞         | 南門洞、溟州洞、城内洞、城南洞、龍岡洞、林唐洞、錦鶴洞                                   |
| 玉泉洞         | 玉泉洞                                                                                   |
| 校1洞          | 校洞                                                                                     |
| 校2洞          | 校洞                                                                                     |
| 浦南1洞        | 浦南洞                                                                                   |
| 浦南2洞        | 浦南洞                                                                                   |
| 草堂洞         | 草堂洞、江門洞                                                                           |
| 松亭洞         | 松亭洞、見召洞                                                                           |
| 内谷洞         | 淮山洞、内谷洞                                                                           |
| 江南洞         | 魯岩洞、長峴洞、雲山洞、幼山洞、月呼坪洞、淡山洞、博月洞、申石洞                         |
| 城徳洞         | 笠岩洞、柄山洞、青良洞、斗山洞、鶴洞、南項津洞                                           |
| 鏡浦洞         | 池辺洞、雁峴洞、雲亭洞、竹軒洞、苧洞、蘭谷洞、大田洞、楡川洞                             |
| 注文津邑       | 橋項里、三橋里、長徳里、注文里、香湖里                                                   |
| 江東面         | 茅田里、山城隅里、上詩洞里、深谷里、安仁里、安仁津里、彦別里、林谷里、正東津里、下詩洞里 |
| 沙川面         | 芦洞里、徳実里、美老里、方洞里、沙器幕里、沙川津里、山帯月里、石橋里、板橋里             |
| 王山面         | 高丹里、大基里、都麻里、木界里、松峴里、旺山里                                           |
| 邱井面         | 邱井里、金光里、徳峴里、於丹里、余賛里、済飛里、鶴山里                                   |
| 城山面         | 邱山里、観音里、金山里、普光里、山北里、松岩里、於屹里、五峰里、渭村里                   |
| 連谷面         | 冬徳里、坊内里、三山里、松林里、新旺里、領津里、柳等里、退谷里、杏亭里                   |
| 玉渓面         | 金津里、楽豊里、南陽里、道直里、北洞里、山渓里、助山里、珠樹里、川南里、県内里           |

## 気候
日本海に面し、緯度の割には冬は比較的暖かく、夏は涼しい海洋性の気候である。また、年間を通して降水量が多い。最高気温極値は39.4℃（1942年7月25日）、最低気温極値は-20.2℃（1915年1月13日）である。日本海に面するために雪雲の影響を受けることがあり、過去最深積雪は韓国の平野部では最も多い138.1cm（1990年2月1日）を記録している。
| 江陵市の気候                                                | 江陵市の気候 | 江陵市の気候 | 江陵市の気候 | 江陵市の気候 | 江陵市の気候 | 江陵市の気候  | 江陵市の気候 | 江陵市の気候   | 江陵市の気候  | 江陵市の気候  | 江陵市の気候 | 江陵市の気候 | 江陵市の気候     |
| 月                                                          | 1月          | 2月          | 3月          | 4月          | 5月          | 6月           | 7月          | 8月            | 9月           | 10月          | 11月         | 12月         | 年               |
| ----------------------------------------------------------- | ------------ | ------------ | ------------ | ------------ | ------------ | ------------- | ------------ | -------------- | ------------- | ------------- | ------------ | ------------ | ---------------- |
| 最高気温記録 °C （°F）                                      | 18.7 (65.7)  | 21.4 (70.5)  | 27.1 (80.8)  | 33.6 (92.5)  | 35.5 (95.9)  | 37.0 (98.6)   | 39.4 (102.9) | 38.9 (102)     | 35.8 (96.4)   | 32.8 (91)     | 26.5 (79.7)  | 21.8 (71.2)  | 39.4 (102.9)     |
| 平均最高気温 °C （°F）                                      | 5.3 (41.5)   | 7.1 (44.8)   | 11.7 (53.1)  | 17.9 (64.2)  | 22.7 (72.9)  | 25.4 (77.7)   | 28.1 (82.6)  | 28.6 (83.5)    | 24.6 (76.3)   | 20.3 (68.5)   | 14.0 (57.2)  | 7.7 (45.9)   | 17.8 (64)        |
| 日平均気温 °C （°F）                                        | 0.9 (33.6)   | 2.7 (36.9)   | 7.0 (44.6)   | 13.1 (55.6)  | 17.9 (64.2)  | 21.3 (70.3)   | 24.7 (76.5)  | 25.0 (77)      | 20.5 (68.9)   | 15.6 (60.1)   | 9.5 (49.1)   | 3.3 (37.9)   | 13.5 (56.3)      |
| 平均最低気温 °C （°F）                                      | −2.7 (27.1)  | −1.3 (29.7)  | 2.6 (36.7)   | 8.2 (46.8)   | 13.3 (55.9)  | 17.5 (63.5)   | 21.6 (70.9)  | 21.9 (71.4)    | 17.0 (62.6)   | 11.5 (52.7)   | 5.6 (42.1)   | −0.5 (31.1)  | 9.6 (49.3)       |
| 最低気温記録 °C （°F）                                      | −20.2 (−4.4) | −15.9 (3.4)  | −11.7 (10.9) | −3.5 (25.7)  | −0.8 (30.6)  | 6.0 (42.8)    | 11.3 (52.3)  | 13.7 (56.7)    | 6.3 (43.3)    | −1.9 (28.6)   | −9.3 (15.3)  | −15.3 (4.5)  | −20.2 (−4.4)     |
| 降水量 mm （inch）                                          | 47.9 (1.886) | 48.0 (1.89)  | 65.1 (2.563) | 81.9 (3.224) | 79.2 (3.118) | 118.5 (4.665) | 250.2 (9.85) | 292.9 (11.531) | 229.3 (9.028) | 113.9 (4.484) | 81.1 (3.193) | 36.9 (1.453) | 1,444.9 (56.886) |
| 平均降水日数 （≥0.1 mm）                                    | 6.2          | 5.7          | 8.8          | 8.9          | 9.1          | 10.8          | 16.0         | 16.4           | 11.8          | 7.8           | 7.3          | 4.6          | 113.4            |
| % 湿度                                                      | 46.8         | 49.2         | 52.8         | 52.2         | 59.3         | 69.3          | 74.7         | 76.4           | 73.0          | 61.5          | 52.7         | 45.6         | 59.5             |
| 平均月間日照時間                                            | 190.2        | 182.2        | 199.3        | 209.6        | 218.7        | 176.9         | 148.9        | 151.3          | 162.1         | 192.5         | 175.2        | 189.7        | 2,196.6          |
| 出典：韓国気象庁 (平均値：1991年-2020年、極値：1911年-現在) |              |              |              |              |              |               |              |                |               |               |              |              |                  |

## 観光
- 江陵客舍門：高麗時代末に建てられた国宝の客舍門。
- 五台山
- 江陵端午祭（朝鮮語版）：ユネスコ無形文化遺産[14]

## スポーツ
- サッカーKリーグ・江原FCのクラブハウスが所在し、ホームスタジアムの1つが市内にあったが、2015年以降主催試合は行われていない(本市と春川市・原州市のトリプル本拠地制だった)。

| 種目    | チーム名 | 創立年度 | ホーム競技場   |
| Kリーグ | 江原FC   | 2009年   | 江陵総合運動場 |

- 2016年11月、江陵カーリングセンターが完成[15]。1998年竣工の江陵室内氷上場を改修して作られた。観客収容人数3500人。2018平昌オリンピック・カーリング競技の会場となった。
- 2016年12月、江陵ホッケーセンターが完成[16]。観客収容人数10000人。2018平昌オリンピック・アイスホッケー競技の会場となった。
- 2016年12月、江陵アイスアリーナが完成。観客収容人数12000人。2018平昌オリンピックではフィギュアスケートとショートトラックスピードスケート会場となった。

## 交通
- 嶺東高速道路（50号線）
  - 江陵サービスエリア - 江陵ジャンクション
- 東海高速道路（65号線）
  - 北江陵インターチェンジ - 江陵ジャンクション - 邱井サービスエリア -  南江陵インターチェンジ - 玉渓インターチェンジ - 玉渓サービスエリア（束草方向のみ）
- 江原総合バスターミナル
  - 高速バス　ソウル高速バスターミナルから1時間に2～3本、東ソウル総合ターミナルからは約40分間隔で運行。所要時間は約2時間30分。その他大田・原州などに運行。
  - 市外バス　道庁所在地の春川市へは2時間10分。束草市へ1時間20分。釜山行きなどもある。
- 韓国鉄道公社
  - 嶺東線
    - 玉渓駅（貨物専用） - 正東津駅 - 安仁駅（貨物専用） - 江陵駅
      - 清凉里(ソウル特別市)から直通ムグンファ号が運行されているが、6時間程度かかる。

  - 京江線
    - 江陵駅
- 江陵飛行場（軍用空港）

## 教育
- 江陵原州大学校
- 関東大学校

## メディア

### テレビ・ラジオ局
- KBS江陵放送局
- 江陵文化放送(江陵MBC)
- 江原民放 嶺東本部(略称G1・SBS系列局)

## 姉妹都市
- 埼玉県秩父市（日本）
- 浙江省嘉興市（中華人民共和国）
- 湖北省荊州市（中華人民共和国）
- テネシー州チャタヌーガ（アメリカ合衆国）

## ギャラリー

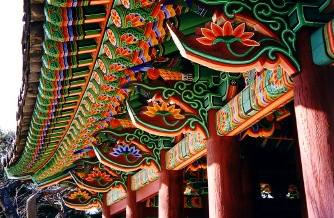
鏡浦台
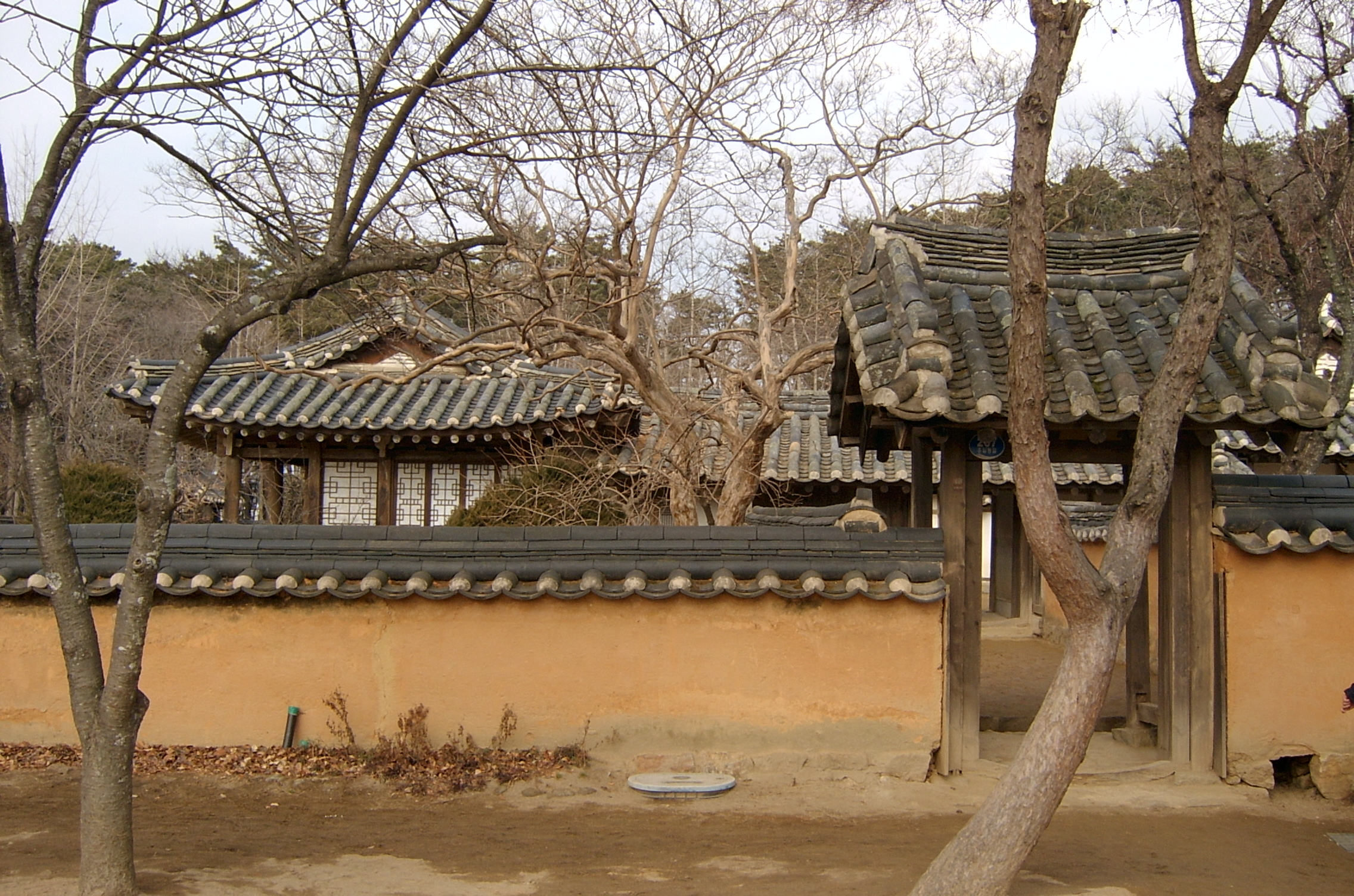
許蘭雪軒・許筠姉弟の生家。
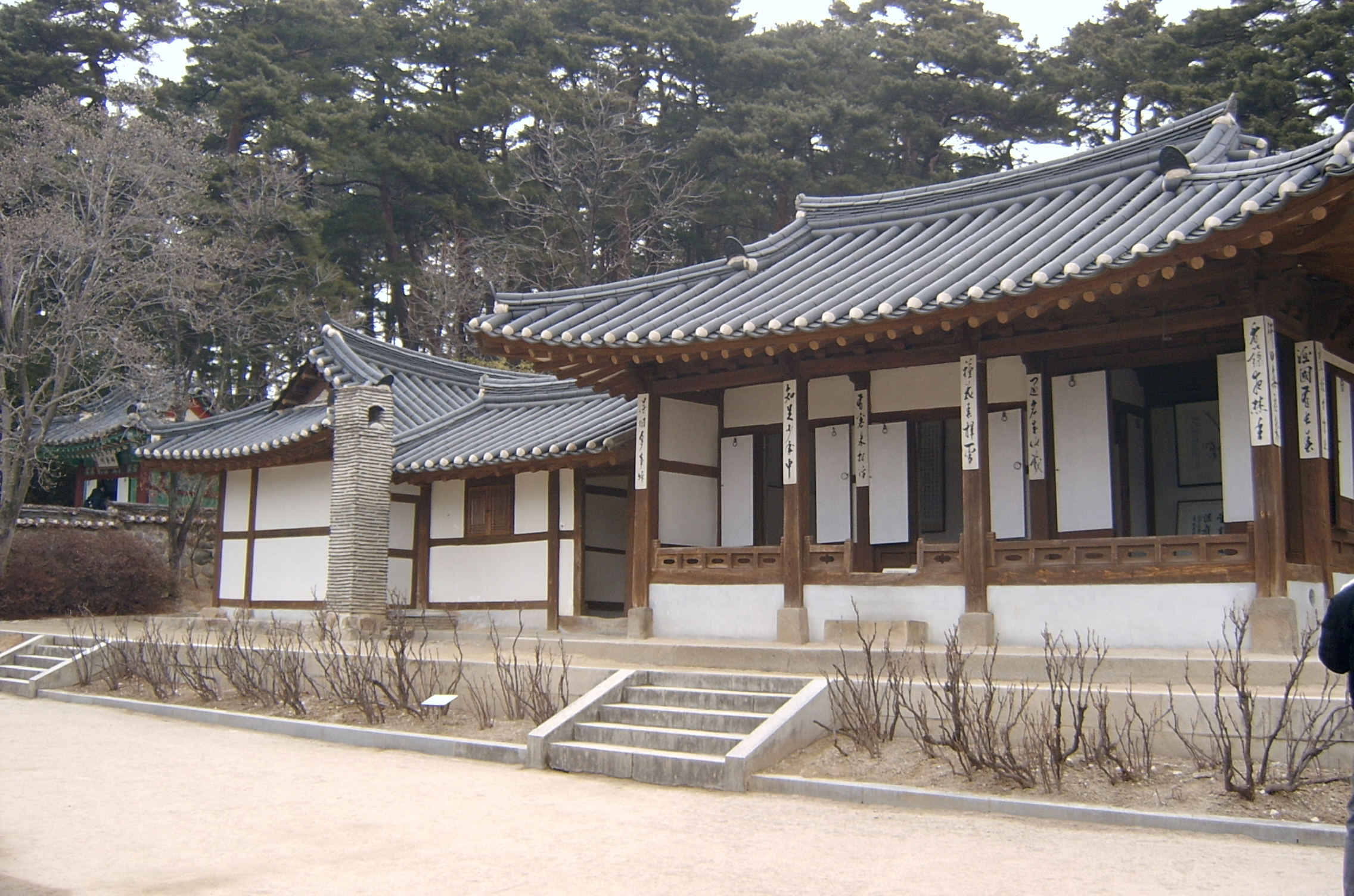
李珥（栗谷）の生家、烏竹軒（オジュッコン）。
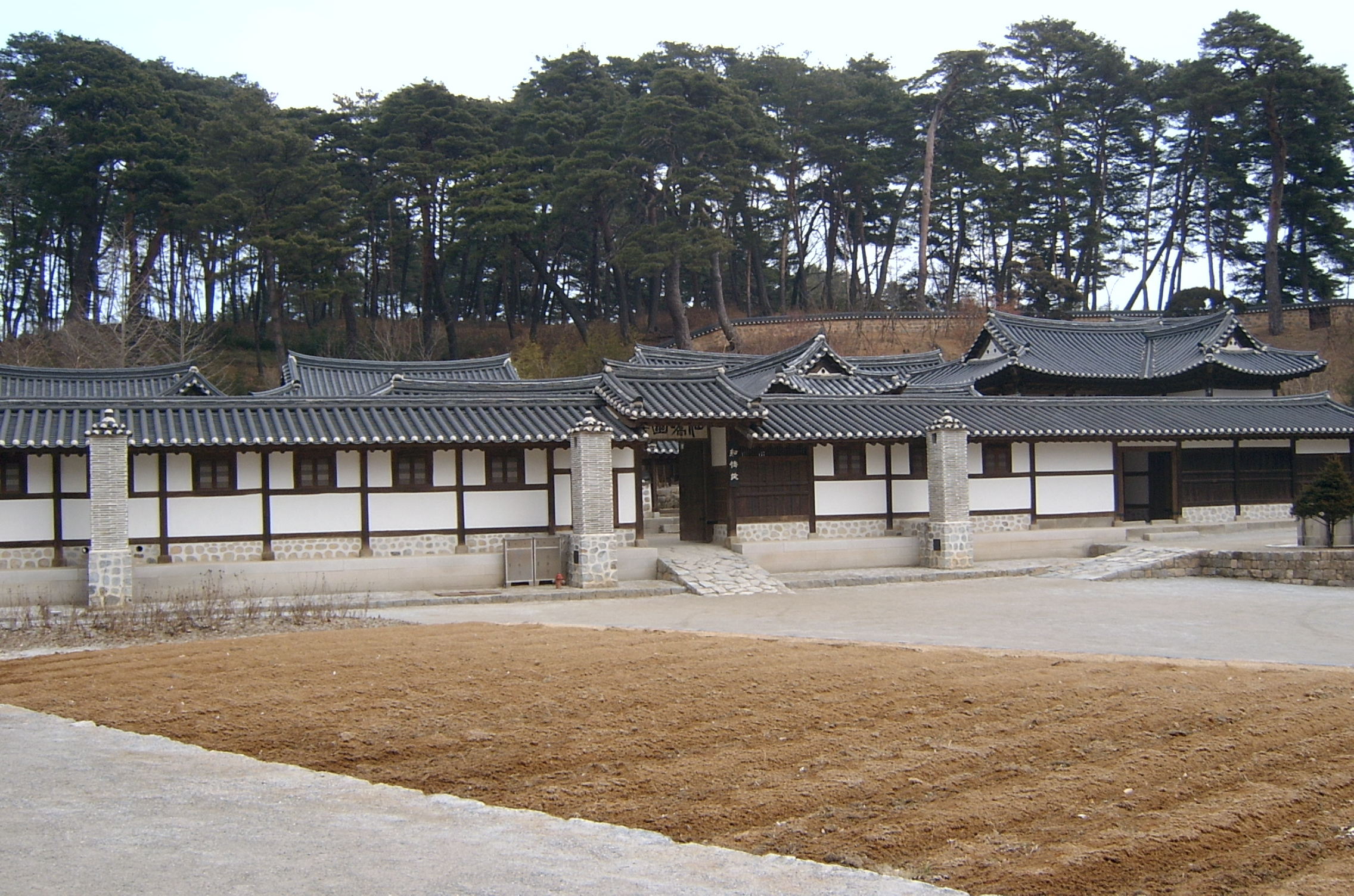
19世紀に建てられた両班の屋敷である船橋荘（ソンギョジャン）
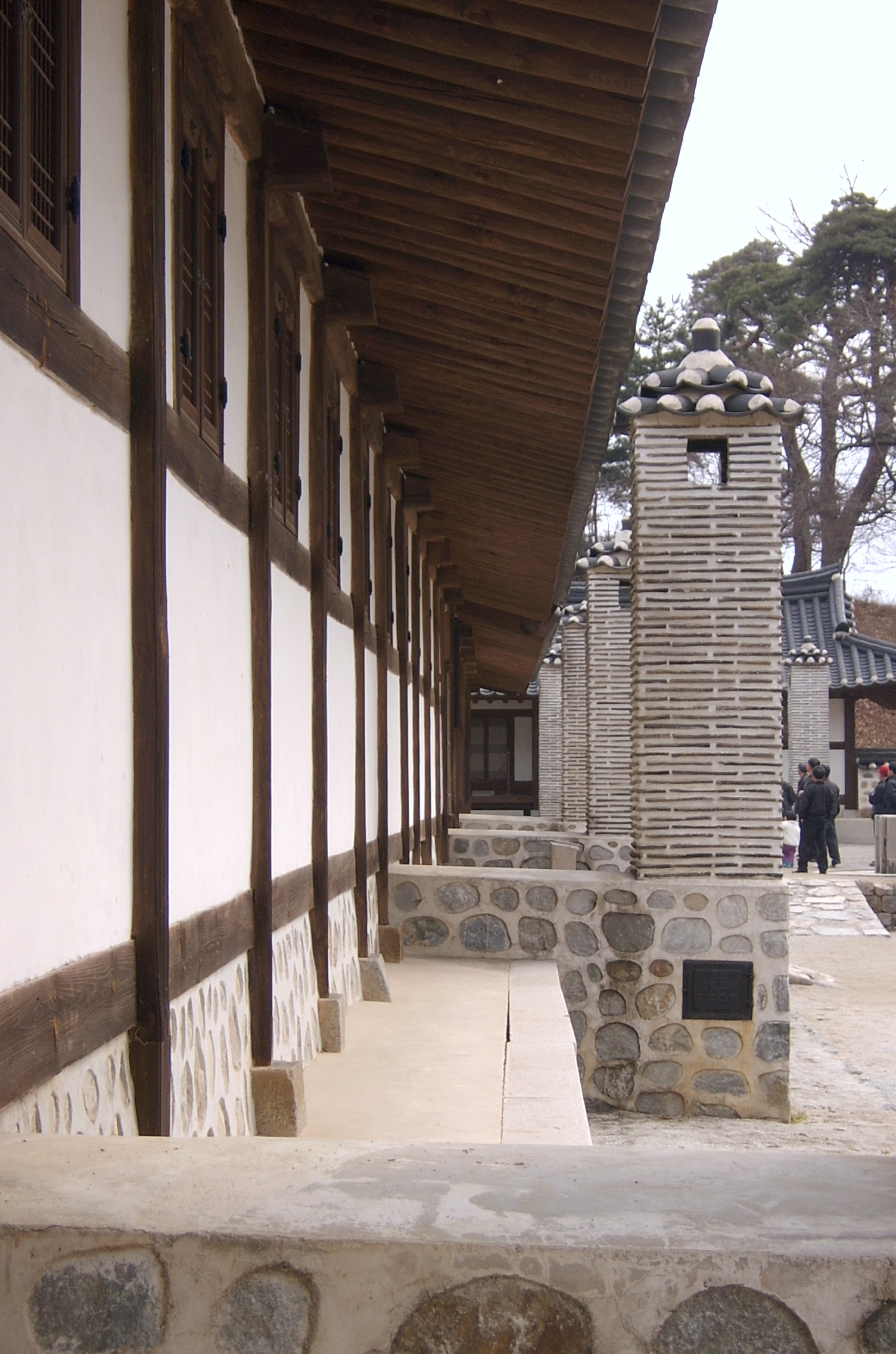
船橋荘の一部